# Le Tueur (film, 2007)
Pour les articles homonymes, voir Le Tueur.
Pour plus de détails, voir Fiche technique et Distribution.
Le Tueur est un film français réalisé par Cédric Anger, sorti en 2007.

## Synopsis
Paris, veille de Noël. Léo Zimmerman est un homme d’affaires qui ne jure que par le sourire de sa fille qu’il chérit par-dessus tout. En apparence, sa vie est exemplaire. Pourtant, lorsque Dimitri Kopas débarque dans son bureau en se faisant passer pour un client ordinaire, Léo comprend qu’un contrat a été passé sur sa tête et que le jeune homme est là pour l’exécuter. Dévoré par l’angoisse et la paranoïa, ne dormant plus, Léo décide de venir à la rencontre du tueur et lui propose un étrange marché.

## Fiche technique
- Réalisation et scénario : Cédric Anger
- Production : Saïd Ben Saïd et Thomas Klotz
- Sociétés de production : SBS Films et Sunrise Films
- Musique : Grégoire Hetzel
- Photographie : Caroline Champetier A.F.C
- Montage : Julien Leloup
- Décors : Jérémie Duchier
- Costumes : Helena Gonçalves
- Son : Laurent Benaim / Pierre André / Thierry Delor
- Scripte : Mathilde Vallet
- Directeur de production : Nicolas Picard
- Pays d'origine :  France
- Format : couleur - 1,85:1 - Dolby Digital - 35 mm
- Genre : thriller
- Durée : 91 minutes

## Distribution
- Gilbert Melki : Léo Zimmerman
- Grégoire Colin : Dimitri Kopas
- Mélanie Laurent : Stella
- Sophie Cattani : Sylvia Zimmerman
- Xavier Beauvois : Franzen
- Jeanne Allard : Alana Zimmerman
- Jean-François Le Forsonney : l'ami avocat

## Festivals
- Festival du film d'Estoril
- Festival du film français d’Athènes
- Festival international de films de Rotterdam
- FilmFest München
- Festival City of Lights, City of Angels de Los Angeles
- Festival international de films de Karlovy Vary (1 des 10 choix de la critique de Variety)
- Festival international de film Fantasia à Montréal
- nommé Prix Louis-Delluc du premier film

## Dates de sortie
- 10 novembre 2007 (Festival du film d'Estoril)
- 9 janvier 2008  France
- 16 janvier 2008  Belgique
- 14 novembre 2008 Montréal,  Québec
- 28 novembre 2008 Toronto,  Canada
- 6 février 2009 (Vancouver aux Rendez-vous du cinéma Québécois et Francophone)
- 10 mars 2009 en DVD au  Canada

## Accueil
Le film a reçu un accueil positif de la presse et obtient un score moyen de 3,2/5 sur Allociné. Antoine Thirion pour les Cahiers du cinéma estime que « La grande force du film découle de la précision documentaire qui sous-tend la réutilisation des archétypes du polar ». Isabelle Regnier pour Le Monde évoque un film « plein d'humour [...] servi par la belle photographie de Caroline Champetier ».